# Surgimiento del nacionalismo en el Imperio otomano
El surgimiento del Nacionalismo como concepto occidental erosionó el dominio del 'Imperio Otomano' al debilitar su concepto de millet, bajo el cual los turco-otomanos administraban sus relaciones con los pueblos bajo su control, estos se extendían desde la Península de Los Balcanes por el norte, que incluían a Albania, Grecia y las seis Repúblicas que conformaban la antigua Yugoslavia (Croacia y Serbia entre ellas), hasta extensos territorios poblados por árabes, judíos, kurdos y armenios desplegados al sur y al este. 
En cada una de esas regiones el nacionalismo encontró cauces propios, alcanzando la potencia suficiente como para confirmar la disolución del imperio otomano.

## Albaneses
La guerra ruso-turca de 1877–1878 dejó al Imperio otomano dañado y sin posibilidades de mantener el control interno. Los pueblos bajo su control quedaron en situación favorable para conseguir su autonomía, desde los territorios de Macedonia hasta las tierras habitadas por los albaneses. 
El primer documento de la posguerra, el Tratado de San Stefano, firmado el 3 de marzo de 1878, asignó el mandato de las tierras albanesas a Serbia, Montenegro y Bulgaria, sin embargo, el Imperio Austrohúngaro y el Reino Unido bloquearon los términos de esa disposición, ya que otorgaba a Rusia una posición predominante en los Balcanes, lo cual alteraba el balance del poder en Europa.
La situación llevó a organizar una conferencia de paz en Berlín para resolver las disputas a finales de ese año.
De todos modos, el temor a permanecer bajo el control de Serbia, Montenegro y Bulgaria, pero también de Grecia, potenció el fortalecimiento del nacionalismo en Albania.

## Árabes

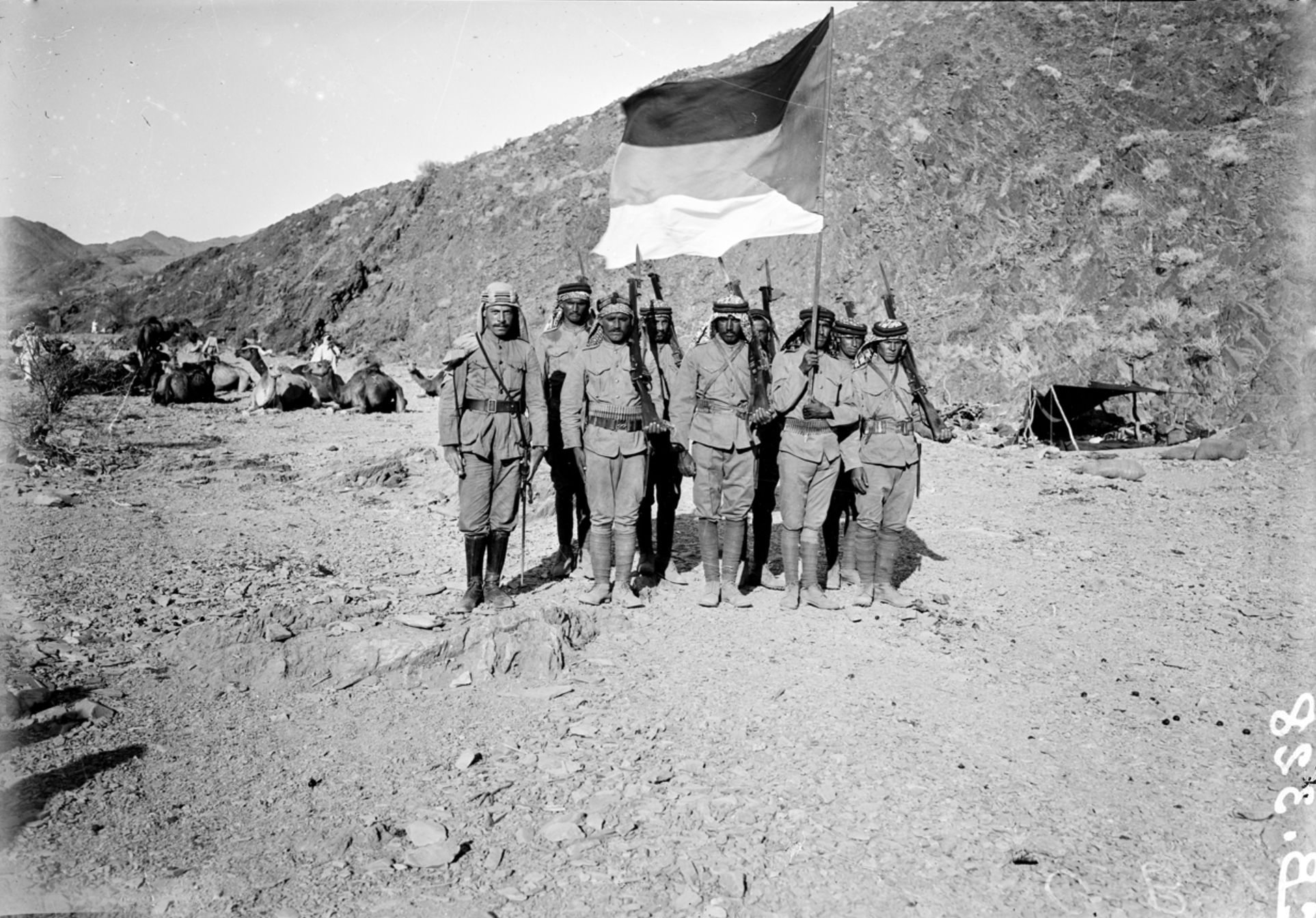
Soldados del Sharif de La Meca llevando la Bandera de la Revuelta Árabe durante la Rebelión árabe de 1916 a 1918.

El nacionalismo árabe es una ideología nacionalista surgida en el siglo XXy en contraposición al nacionalismo turco, tiene como premisa el que las naciones desde Marruecos hasta la península arábiga configuran una unidad religiosa y tienen una herencia cultural e histórica común.El panarabismo es un concepto relacionado, que hace un llamamiento a la creación de una sola nación árabe pero no todos los nacionalistas árabes son también panarabistas.
En el s. XIX y en respuesta a la creciente influencia occidental un cambio radical tomó forma dentro de sus filas. El conflicto entre los partidarios de los nacionalismos regionales surgió principalmente entre los musulmanes y los cristianos en las diferentes partes que integraban al imperio, desencadenando un reto jerárquico dentro de su grupo de gobierno.
Este conflicto marcó el inicio de tensiones que han inspirado una larga cadena de conflictos pasados y vigentes, que, a su vez, han originado los diferentes conceptos de nacionalismo, ideología teocrática y religiosa, tanto de corte nacionalista como teológica y las diferentes formas de retórica que se esparció por entre el imperio y sus estados sucesores a su vez, a través del siglo XX.
Un sentimiento de solidaridad tribal surgió entre los árabes (al que se denominó como asabiyya), sostenidos por los reclamos hechos por los descendientes de las tribus árabes, por la petición en la continuación en el uso del Árabe clásico, igualmente usado en el Corán, y preservado desde la Expansión del Islam; lo que hace que una vaga noción de identidad árabe surja entre los pueblos que componen dicha cultura. Sin embargo, éste fenómeno nunca tuvo manifestación política alguna (ni en el movimiento wahhabi del siglo 18), ya que en Arabia se consideraba un movimiento religioso-tribal, y el término "Árabe" estaba siendo usado principalmente para designar a los habitantes de Arabia y a los nómadas hasta finales del siglo XX, cuando el resurgimiento de la literatura árabe siguió en las provincias sirias del imperio, seguido por la discusión de la identidad cultural árabe, y las demandas por una mayor autonomía para la naciente Siria.
Este movimiento, sin embargo, estuvo confinado exclusivamente a ciertos elementos árabes de credo cristiano, y tuvo muy poco apoyo. Tras la revolución de 1908 en Turquía, dichas demandas fueron tenidas por propias por algunos elementos musulmanes árabes de Siria y por otros sectores. Entre estos sociedades secretas se encontraba la Sociedad Reformista de Beirut liderada por Salim Ali Salam, que para 1912 era miembro en el Partido Administrativo de Descentralización Otomano, renombrado como Al-Qahtaniyya en el mismo año en 1909 como Al-Fatat en 1911 y finalmente como Al-Ahd en 1912.
Esta sociedad se formó en el momento en el que el avance de las demandas iniciaron desde una simple autonomía a la petición por la independencia de todas las provincias árabes del Imperio otomano.[cita requerida]
Miembros de algunos de estos grupos se reunieron ante la petición de Al-Fatat para conformar el Congreso Nacional Árabe de 1913 que tuvo su sede en París, donde las reformas deseadas fueron largamente discutidas entre los allí reunidos.

## Armenios
Hasta que las reformas prometidas en el Tanzimat fueron establecidas el millet armenio estuvo bajo la supervisión de un Etnarca (líder "nacional"), elegido de entre la iglesia armenia apostólica. El millet hayastaní tenía gran parte del poder, su asiento popular le permitía mantener su propio régimen de impuestos, incluyendo leyes y formas de distribuir los tributos. Durante el periodo del Tanzimat, una serie de reformas constitucionales proveyeron una modernización limitada al Imperio otomano y también a los armenios. 
En 1856 la Hatt-ı Hümayun prometía otorgarle igualdad a todos los ciudadanos otomanos independientemente de su credo y etnia. Este documento ampliaba la visión del Edicto de Gülhane de 1839, para tratar con el creciente nacionalismo armenio, los otomanos le dieron gradualmente mayores derechos a los armenios y a otros pueblos cristianos. 
En 1863 la Constitución Nacional Armenia (en turco otomano: "Nizâmnâme-i Millet-i Ermeniyân") fue aprobada en la forma de un "Código de Regulaciones" para dicha etnia, estaba compuesta por 150 artículos escritos por la "intelligentsia" armenia y en la que se definían los poderes del Patriarca (posición generada en el Imperio Otomano mediante las regulaciones del Millet) y nuevamente creada por la "Asamblea Nacional Armenia".
El periodo reformista llegó a su cumbre con la Constitución, llamada Kanûn-ı Esâsî (que se puede traducir como "Ley Básica" en turco otomano) y que fue escrita por los Jóvenes Otomanos. Promulgada el 23 de noviembre de 1876, establecía la libertad de credo y la igualdad de todos los ciudadanos ante la ley, la Asamblea Nacional de Armenia formó una "gobernanza dentro de una gobernanza", con el fin de eliminar a la dominancia aristocrática (Amira) de los nobles armenios, desarrollando así los cimientos de la estratificación política de la sociedad armenia.

## Bosniacos
Los sultanes otomanos trataron, en vano, de implementar una serie de reformas con el fin se solventar los graves problemas que se originaban por los conflictos fronterizos. Pero dichas reformas se encontraron con la resistencia de la dirigencia militar y sus capitanías en Bosnia. 
La insurrección más famosa fue la dirigida por el capitán Husein-kapetan Gradaščević en 1831. Gradaščević sentía que, al otorgarle cierta autonomía al este de las tierras de Serbia, Grecia y Albania, podría llegarse al renacer de la posición del estado Bosnio, con lo cual los bosníacos recobrarían su sentir nacional. La situación empeoró cuando los otomanos tomaron dos provincias bosnias y las cedieron a Serbia, como un regalo amistoso a los serbios. Indignado, Gradaščević lideró una rebelión a gran escala, reclutando a miles de bosnios confiados en la prudencia y el coraje de su capitán a quien llamaban Zmaj od Bosne (dragón de Bosnia). 
A pesar de obtener varias victorias, entre ellas la famosa batalla de Kosovo, los rebeldes fueron derrotados en un combate ocurrido en las cercanías de Sarajevo en 1832, después de la traición que los herzegovinos perpetraron contra Gradaščević. 
A Gradaščević le sería prohibida su regreso a la nación y sería finalmente envenado en Estambul. Bosnia y Herzegovina se mantendrían como parte del Imperio otomano hasta 1878. Tras la derrota del imperio otomano en manos rusas, Bosnia-Herzegovina pasó a ser ocupada formalmente por Austria-Hungría, y la región se mantuvo "de facto" independiente por varios meses.

## Búlgaros

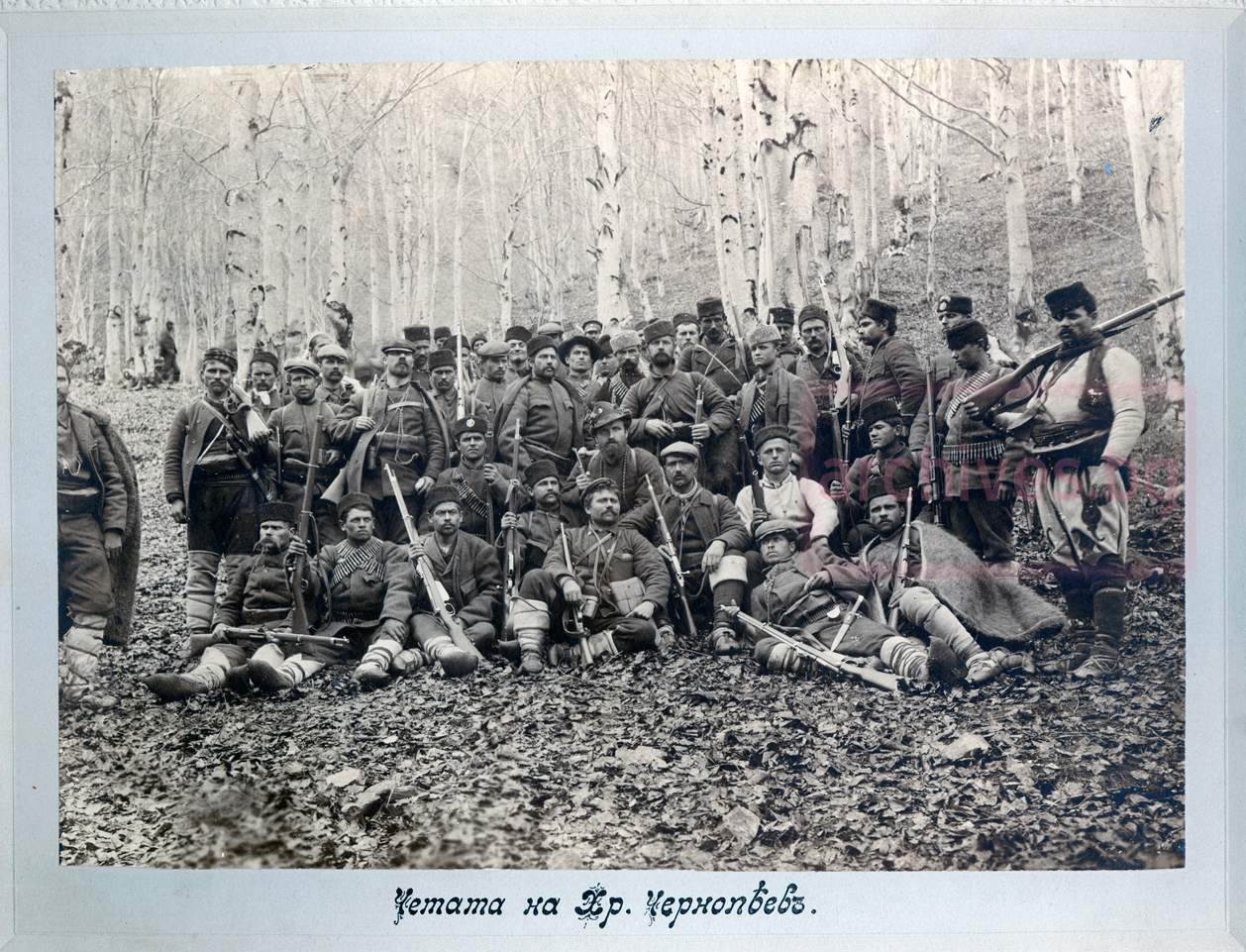
Algunos de los miembros de la banda de Hristo Chernopeev (en 1903), quienes partirían en la célebre marcha hasta Constantinopla en un intento de deponer al contragolpe de 1909.

El surgimiento de una conciencia nacional en Bulgaria llevó a la aparición del movimiento de resurgimiento búlgaro a diferencia del nacionalismo griego y de Serbia, el movimiento nacionalista en Bulgaria no se iniciaría con una resistencia armada contra el imperio, sino en la forma de una resistencia pacífica mediante el impulso al acervo cultural y en la forma de una autonomía religiosa. Como resultado, vería el establecimiento del exarcado el 28 de febrero de 1870. La revolución armada a gran escala se inició a fines de 1870 con el establecimiento de la ‘Organización Revolucionaria Interina’ y el Comité Central Revolucionario de Bulgaria, organizaciones en las que se involucra activamente a Vasil Levski.
La lucha alcanzó su pico en el alzamiento de abril de 1876 en varios distritos de Bulgaria, Moesia, Tracia y Macedonia. La supresión, llevada a cabo con especial mano dura por las autoridades otomanas, y las atrocidades cometidas contra la población civil, llevaron al crecimiento del ansia independentista en Bulgaria. Esto a su vez también causó que en Europa sus dirigentes se mostrasen indignados con tales hechos, los cuales se conocieron como los "horrores búlgaros".Entre 1876 y 1877 se llevó a cabo la Conferencia de Constantinopla, donde la dirigencia Europea propuso una serie de reformas. Sin embargo, el sultán rehusó implementarlas, tras lo que Rusia declaró la guerra a los otomanos. 
Durante la guerra, voluntarios búlgaros (en búlgaro: опълченци) combatieron al lado del ejército zarista. Estos llegarían a obtener cierta distinción en los combates en la épica batalla (en la historiografía búlgara) por el Paso Shipka.Tras cesar las hostilidades, el fin de las mismas llevaría a que se signara el Tratado de San Stefano, que al ser firmado le garantizaría a Bulgaria su autonomía definitivamente.

## Griegos

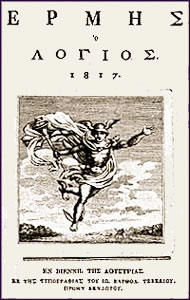
Hermes o Logios, un magazín literario, impreso entre los siglos y.

Junto al declive de la parte oriental del Imperio romano, el preeminente papel de la la cultura griega, tanto su literatura como su idioma, se harían menos relevantes. Desde el siglo XII en adelante, se produjo la reducción territorial del imperio hasta abarcar solamente las áreas de habla griega de tradición multiétnica, a su vez reafirmadas, que dieron vía a un estado de autoconsciencia nacional a los griegos, volviendo con mayor interés el estudio de la cultura helenística. Los Bizantinos empezaron a referirse a sí mismos no sólo como Romanois (Ρωμαίοι), Rhomaioi, sino ya como griegos (helenos). Con la extinción política del imperio, inicia la resurrección de la iglesia ortodoxa y las comunidades greco-parlantes en las áreas colonizadas por los griegos y su emigración que continuó cultivando su identidad a través de su culturización, así como las tradiciones de la restauración de la gloria del imperio y la ideología bizantina, que se rastrea en las raíces tanto de la Grecia clásica y en el imperio de Roma.
La posición de la educada y muy ilustrada etnia de los griegos dentro del imperio creció en el transcurso de los siglos XVII y XVIII. A la vez que el imperio se hizo más inestable, se comenzó a sentir su atraso en relación de las potencias Europeas, estos comenzaron a incorporar a los griegos que tuviesen educación universitaria, para el aparato educativo, el administrativo, para labores técnicas y gestionar los entes financieros, ya que la población otomana, carente de educación de calidad, careció siempre. Los griegos hacían la mayoría de las labores de administración en cargos que iban desde los traductores, financistas, doctores y académicos y otros más. 
A finales de la década de 1600 los griegos empiezan a ocupar los más altos cargos dentro de las oficinas de gobierno del Imperio otomano. Los Fanariotas, una clase pudiente de los griegos quienes vivían en el distrito de Fanar en Constantinopla, se harían increíblemente poderosos. Sus viajes a otras partes de la Europa occidental como turistas o como comerciantes, y hasta en labores diplomáticas les puso en contacto con las más avanzadas ideas de la iluminación notable entre éstas serían para ellos el liberalismo, radicalismo y el nacionalismo, el cual haría entre los Fanariotas que el movimiento nacionalista griego madurase. Sin embargo, la forma dominante del nacionalismo (que posteriormente se desarrollaría en la Gran Idea) sería una ideología mesiánica de la restauración del Imperio bizantino, que específicamente había menospreciado la cultura de los "francos",  y disfrutó del apoyo de la iglesia ortodoxa.
- La revolución griega en 1821, con la que se buscaba independizar Grecia, estallando en territorio rumano, y ampliamente apoyada por los principados de Moldavia y Muntenia.

- Una organización secreta pro-helénica llamada Filiki Eteria (Sociedad de Amistad) formada en la ciudad de Odesa durante 1814. El 25 de marzo de 1821 (ahora el Día de la independencia de Grecia) del año Juliano/6 de abril de 1821 del año gregoriano El Ortodoxo Germanos Metropolitano de Patras proclamó el alzamiento nacional.[13][14] Rebeliones de forma simultánea se dieron a través de toda Grecia, incluyendo a Macedonia, la isla de Creta y Chipre. Las revueltas empezarían en marzo de 1821, cuando el general Alexandros Ypsilantis, el líder de los Eteristas, cruza el Prut en la Moldavia ocupada por los turcos, con una pequeña fuerza de soldados. Con la ventaja inicial de la sorpresa, los esfuerzos griegos resultaron exitosos en la liberación de las otras partes del Peloponeso y de otras áreas del imperio, como en Rumania.

## Kurdos
Algunos de los kurdos, como en el caso de los nacionalistas armenios, apuntaron a establecer una nueva nación llamada Kurdistán (o patria de los kurdos). Bajo el sistema administrativo, impuesto por Idris, su estatus se mantuvo sin cambios, hasta el final de la guerra ruso-turca de 1828 a 1829, pero al final los kurdos, que mantenían una lejana esperanza por una patria propia que les fuera concedida desde la capital, vieron frustrada su ansia. Pero con el declive del imperio, les dieron el espaldarazo para que, como muchos otros movimientos independentistas en los dominios otomanos, incluidos los kurdos; surgiesen, incrementando su influencia y poder en los asuntos propios, y llegarían tan lejos en Turquía (Anatolia), tanto como hasta Angora.
Tras esta, los kurdos intentaron librarse del control de los otomanos.[cita requerida] Ya en 1834, tras el alzamiento del clan Bedirkhan, fueron sometidos por Reshid Pasha, y las principales poblaciones fueron fuertemente guarnecidas, y muchos de los bey kurdos fueron reemplazados por gobernadores turcos.
Un alzamiento liderado por los kurdos bajo el mandato de Bedr Khan Bey en 1843 fue firmemente reprimido, y tras el final de la guerra en Crimea los turcos se encargaron de incrementar su control en el "país". Hasta la guerra ruso-turca de 1828 a 1829, solo hubo pequeñas escaramuzas entre los kurdos y los armenios, pero tras la guerra de 1877-78 estuvo seguida por el intento de Sheikh Obaidullah, en 1880 o 1881, para fundar un principado kurdo e independiente, bajo la protección del Imperio otomano. 
Éste intento, primeramente encomiado desde la Porte, no era nada más que la réplica por la creación proyectada de una patria por parte de los armenios, que sería apoyada en su soberanía por Rusia, la que colapsó tras el ataque de Obaidullah al interior de Persia, y cuando variadas circunstancias llevaron al gobierno central a empoderar su autoridad suprema, hasta el periodo comprendido entre 1877 y 1878, cuando los habitantes de la serranía de ambas etnias lograban convivir entre sí sin problema.
En 1891, la actividad proindependentista de los comités armenios llevó a que la puerta reforzase su posición, y por ende la de los kurdos, mediante la creación de un cuerpo de caballería irregular[cita requerida], el cual estaría bien dotado y armado el que sería llamado "Hamidieh", en honor al Sultán Abd-ul-Hamid II. Disturbios menores se sucederían constantemente, y pronto fueron seguidos por la masacre de Sasun y en otros lugares de nativos armenios, entre 1894 y 1896 y conocido como el "genocidio armenio", en el cual los kurdos tomaron parte activa.

## Judíos
El sionismo se consolidó como un movimiento político internacional; al mismo tiempo que inició su expansión fuera de las fronteras del Imperio otomano, y el sionismo se refiere a la causa de los judíos por obtener una patria propia y una nueva identidad nacional, así como el preservar dicha entidad. Estuvo enfocado primariamente en la creación de una patria para el pueblo Judío en las tierras por ellos conocidas como la "Tierra Prometida", y (al alcanzar dicha meta) continuar su apoyo para el reconocimiento del Estado moderno de Israel.
Aparte de su temprano origen, éste movimiento se hizo de una mejor organización y más cercana a los poderes imperiales del momento, estando estrechamente vinculado al periodista austro-húngaro Theodor Herzl a fines del siglo 19. El movimiento sería extremadamente exitoso, al lograr establecer en los territorios del Mandato de Palestina, en el año 1948, al primer estado judío del mundo moderno. Descrito a veces como "el nacionalismo de la diáspora", sus proponentes querían que la vinculación de su movimiento fuese la de un movimiento de liberación nacional cuyo objetivo sería el de la autodeterminación del pueblo hebreo.

## Macedonios
El despertar de los macedonios modernos puede decirse que inicia a finales del siglo 19. 
Éste sería el primer momento en el que surgen las primeras expresiones de un nacionalismo étnico entre grupos limitados de intelectuales en Belgrado, Sofía, Tesalónica y en San Petersburgo.
La cuestión macedonia se haría especialmente prominente tras las guerras en la península de los Balcanes acaecidas entre 1912–1913 y la subsecuente división de la Macedonia otomana entre los tres estados cristianos vecinos, seguido de las tensiones por su posesión entre estos. Con el fin de legitimar sus peticiones, cada uno de esos estados intentó "persuadir" a la población a aliárseles. Los ideales macedonios crecieron significantemente tras la gran guerra, tanto en el estado de Yugoslavia y en la diáspora pro-comunista en el Reino de Bulgaria, y entre los adeptos del Comintern.

## Rumanos

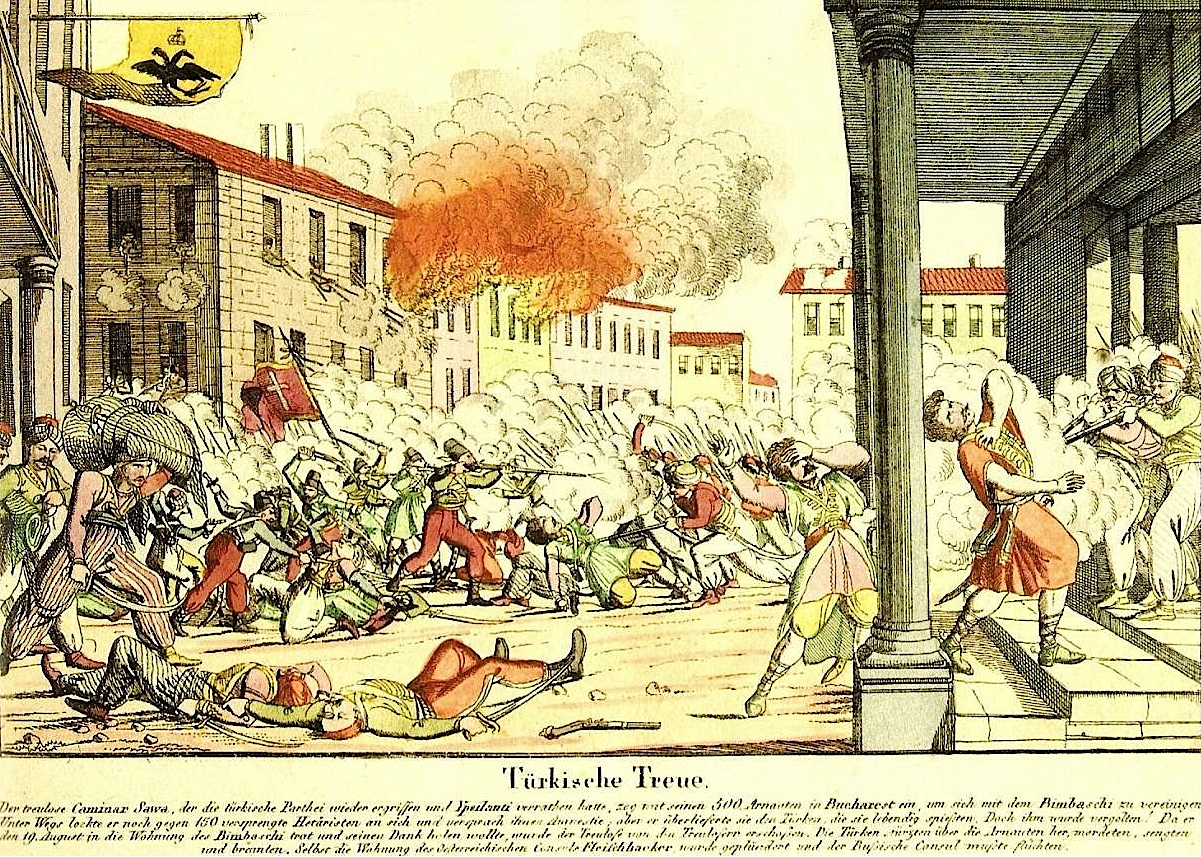
Combates entre los otomanos y los Eteristas en Bucarest.

El movimiento independentista rumano, el cual se inicia al mismo tiempo que los otros levantamientos en tierras otomanas, fue llevado a cabo por el líder de los Pandur de Vladimirescu, Tudor Vladimirescu, principalmente como una asociación anti-Phanariótida encabezada por los boyardos locales y el Filiki Eteria, tan pronto como adquiere tintes anti-griegos. La Eteria había ocupado Moldavia y compartía los roles administrativos en Valaquia con los Tudor mismos. Luego de ser aplacada dicha revuelta, Vladimirescu fue asesinado tras los graves desacuerdos con los señores feudales y los líderes de la clase alta quienes le apoyaba, incluidos los Eteristas.
Así, el imperio reasume su tutoría, y destruye a la estructura Eterista efectivamente en los principados vasallos; enfrentándose a la traición de los gobernantes Fanariotas, quienes se habían identificado ya con la causa de los griegos nacionalistas, y aseguraron que la administración fuese llevada a cabo por parte de líderes locales, y que ésta se mantuviese leal a la intervención de la Rusia zarista, el Sultán Mahmud II consintió éste acto en 1822, con la nominación de los nobles boyardos nativos, Ioan Sturdza y Grigore IV Ghica como hospodares de Moldavia y Valaquia.

## Serbios

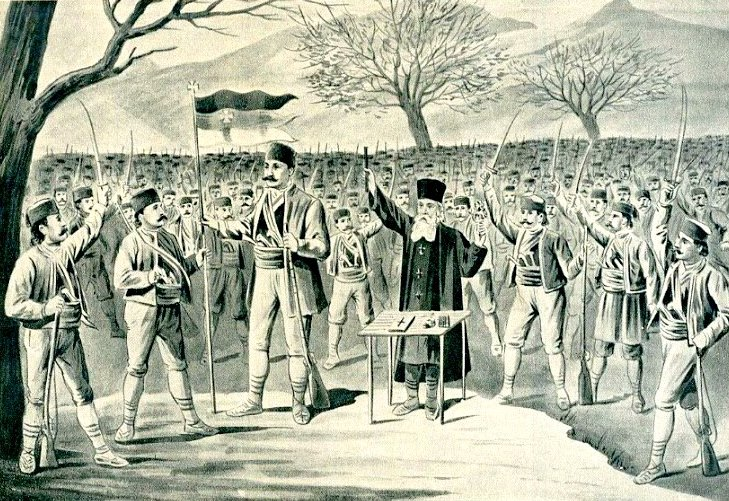
Talleres de Orašac - el lugar inicial del primer levantamiento de la nación Serbia, en 1804.

El movimiento nacional serbio representa uno de los primeros ejemplos exitosos de resistencia al mandato otomano. Éste culmina en dos alzamientos masivos al principio del siglo 19, llevando a la liberación nacional de Serbia y al establecimiento del actual estado de Serbia y de Montenegro. Uno de los principales centros de dicho movimiento sería el Pashaluk de Belgrado (en turco: Belgrad Paşalığı), el cual se convertiría en el núcleo del estado nacional de Serbia.
Un número de factores contribuyeron a éste alzamiento. Por encima de todos ellos, estuvo el núcleo concentrador de las identidades nacionales, el cual se preservaría en la forma de la iglesia ortodoxa serbia, el cual a su vez se mantuvo como una de las formas más sólidas de identidad propia y autóctona, o según otros estudiosos, en la otra forma de autonomía que se alcanzó a retener por parte de los serbios en el periodo de la ocupación otomana. La adherencia a la iglesia ortodoxa como forma propia de cristiandad siempre se consideró un importante factor en la autodeterminación étnica, que además, sería mayormente el factor que desencadenó otras guerras en el transcurso del siglo 20. Ambas de dichas entidades preservan conexiones con el reino medieval de Serbia, al ayudar a mantener siempre viva la idea de una liberación nacional.
Otros grupos de factores provinieron de eventos de política regional ocurridos durante el periodo del mandato otomano, que duró entre los s. 17 y s. 18 en su forma más intensa en particular. A su vez, en el s. 19, la región del Pashaluk Belgrado tenía una relativamente muy incipiente experiencia, proveniente desde el mandato austríaco, como resultado del Tratado de Passarowitz. 
Al mismo tiempo, el territorio del norte de Serbia fue devuelto al dominio otomano, acorde a lo singado en el Tratado de Belgrado, por el cual la región vio, al menos de forma sostenida, varias guerras en lo que siguió del siglo 18. Como resultado, los otomanos nunca lograron establecer ni sostener siquiera un control total sobre su feudo en el Pashaluk de Belgrado. Campesinos libres que poseían pequeñas parcelas dentro del territorio constituyeron la mayoría de la población. Además, la mayoría de los líderes de las futuras rebeliones armadas obtuvieron una invaluable experiencia militar y conocimientos durante su servicio en las tropas irregulares de Austria, los Freikorps. La cercanía de la frontera con Austria les dio la oportunidad de obtener el equipo y material militar necesario para sus fines. Los líderes nacionales de Serbia pudieron a su vez contar con el invaluable apoyo financiero y logístico de sus connacionales serbios que vivían en relativa prosperidad dentro del Imperio de Austria.
La causa inmediata del primer alzamiento en Serbia fue la mala gestión de la provincia por parte de las tropas renegadas de los jenízaros allí destacadas, quienes dirigieron a su liderato para tomarse el poder en Belgrado. Pero, inicialmente apalancada por los sucesos iniciales, la rebelión prontamente se escaló a una leva general, y luego en una guerra por la independencia nacional, con la meta fijada en llevar su revolución a las otras partes del territorio que estuvieran bajo dominio otomano y que fuesen habitadas por pueblos que Serbia consideraba como suyos.
Aunque finalmente insatisfactorio, el "primer alzamiento de Serbia" allanó el camino para el segundo alzamiento de 1815, el cual finalmente le resultó favorable a Serbia. La Serbia resurgida finalmente se levantó como un centro para la resistencia a los otomanos, apoyando activamente a los movimientos de liberación en los territorios cristianos vecinos, especialmente en Bosnia, Bulgaria y Macedonia. Serbia luego peleó una larga serie de contiendas, todas estas con consecuencias favorables para ellos, contra el Imperio otomano, tomando su culmen durante la guerra de los Balcanes en 1912.

## Turcos
El panturquismo emergió de la mano con la "Sociedad Turania" fundada en 1839 por los Tártaros. Pero el nacionalismo turco se desarrollaría mucho más tarde, en 1908 con la "Sociedad turca", la que luego se expandiría en el movimiento "Corazón de Turquía". Finalmente, su expansión incluye a ideologías tales como el panturanismo y el panturquismo. Con la disolución del Imperio otomano, los pueblos de ascendencia turca reunidos en el Imperio que fueron expulsados de los anteriores dominios del mismo desde los nuevos estados surgidos en los Balcanes y en el Cáucaso formaron una nueva identidad nacional bajo el liderazgo de Mustafa Kemal junto a la ideología Kemalista.
Los revolucionarios turcos eran patriotas provenientes del Movimiento Nacional turco, quienes se rebelaron contra la partición del Imperio otomano por los aliados y el gobierno otomano, como resultado del el armisticio con el que se concluyó la participación del imperio en la Primera Guerra Mundial; y contra el Tratado de Sèvres en 1920, el cual fue signado por el gobierno otomano y particionó la Península de Anatolia entre los aliados y sus países aportantes.
Los revolucionarios turcos, bajo el liderazgo de Ataturk combatieron durante la guerra de independencia contra los aliados, apoyados por los armenios (Primer República de Armenia), griegos (Grecia) y la legión armenia francesa, acompañados por la milicia armenia durante la campaña de Cilicia. Los revolucionarios turcos rechazaron los términos del Tratado de Sèvres y lo renegociaron en un tratado posterior, en el cual se reconocía la independencia de la República de Turquía y su soberanía absoluta sobre Tracia y la Península de Anatolia.